# Paradoja de Protágoras
La paradoja de Protágoras es un problema antiguo de lógica que viene de la Antigua Grecia. Se cuenta que el famoso sofista Protágoras tomó como alumno a Evatlo (o Eulato) con la condición de que este no le pagaría hasta que hubiera ganado su primer caso (en algunas versiones solo si Evatlo ganaba su primer caso). Algunas versiones de la historia dicen que Protágoras reclamó su dinero en cuanto Evatlo completó su educación, mientras que otras dicen que esperó hasta que fue evidente que Evatlo no estaba haciendo ningún esfuerzo para obtener clientes, y aún otras aseguran que Evatlo intentó genuinamente obtener clientes, pero no consiguió ninguno.[cita requerida] En cualquier caso, Protágoras decidió demandar a Evatlo por la cantidad adeudada.
Protágoras argumentaba que si él ganaba el caso, Evatlo tendría que pagarle el dinero y que si lo perdía, de acuerdo con el contrato original, igualmente tendría que pagarle, ya que habría ganado su primer caso.
Evatlo, por su parte, argumentaba que si él ganaba el caso, entonces por la decisión del tribunal no tendría que pagar dinero. Por otra parte, si ganaba Protágoras, entonces él no habría ganado todavía su primer caso y, por tanto, no tendría que pagar.
La cuestión es: ¿cuál de los dos hombres tiene razón? 
Esta historia aparece narrada por el autor latino Aulo Gelio en sus Noches áticas.

## Análisis
Desde un punto de vista moral, se puede argumentar que ambas partes tenían razón o que no la tenía ninguna, debido a la naturaleza ambigua de la situación. Sin embargo, como cuestión de derecho, si el tribunal se pronuncia en favor de Protágoras, las condiciones del contrato original entre él y su alumno serían inválidas y Evatlo tendría que pagar a Protágoras. Si, por el contrario, Evatlo fuera el ganador, el tribunal también podría anular su obligación de pagar.
La forma en la que el tribunal pueda tomar su decisión tampoco es una paradoja desde un punto de vista objetivo. El tribunal puede decidir que Evatlo (como la parte demandada) ha violado los términos del contrato o que no lo ha hecho. Las elucubraciones posteriores no tendrían consecuencias jurídicas en la decisión del tribunal.
En algunos casos, el demandado civil, si recibe el favor del tribunal, también es protegido de los pagos asociados con el acto de ir a juicio. El tribunal, de hecho, podría ordenar que Protágoras, como demandante perdedor, pagara a Evatlo la cantidad que le costó ganar. En este caso, Evatlo pagaría a Protágoras y el dinero le sería devuelto por orden del tribunal. El contrato original se habría cumplido y Evatlo no tendría ninguna obligación adicional de pagar por su instrucción a Protágoras. El resultado para Protágoras sería que habría perdido el caso, recibido el pago de acuerdo al contrato original y luego tenido que pagar las pérdidas del litigante por la demanda fallida (que, en este caso, serían iguales o superiores al coste de la educación de Evatlo)
Además, Evatlo podría contratar a un abogado para hacerse cargo del caso, invalidando así el presente caso como un ejemplo para el pago.

### Otra teoría
Otra forma de ver el caso es la siguiente:
Evatlo ganaría su caso, ya que Protágoras lo demandó ANTES de que Evatlo ganara su primer caso. Protágoras perdería ese caso en particular porque Evatlo aún no ha ganado un caso, y, por lo tanto, la causa de acción de Protágoras aún no se había manifestado.
La nueva victoria de Evatlo se consideraría como una nueva prueba para Protágoras, lo que constituye motivo de un nuevo juicio.
Puede criticarse que, si bien esto representa una solución práctica, no resuelve la paradoja lógica. Sin embargo, esto puede ser impugnado mediante la identificación de un supuesto clave en la lógica, la de los estados eternos.
Esta solución funciona porque hace notar la asunción de los estados eternos, es decir, que la descripción se aplica durante todo el tiempo. Si dicha asunción es falsa, la de que el tribunal toma la decisión sin el conocimiento de los resultados del juicio (o excluye la evidencia de cualquier momento posterior al comienzo del caso, pero posterior a la finalización del mismo), entonces se puede resolver porque el estudiante no ha ganado el caso en ese momento. El tribunal puede resolver que no ha ganado, por lo tanto, no tiene que pagar sin contradicción. Una nueva demanda de Protágoras tampoco es contradictoria. En esta segunda demanda el estado del estudiante ha cambiado: ahora ha ganado un caso. La segunda demanda no incluye el resultado de la primera porque es anterior al segundo juicio y el tribunal puede decidir libremente en favor de Protágoras. Si asumimos estados eternos, el tribunal tendría que conocer todos los casos en los que el estudiante va a participar a lo largo de su vida, tanto pasados como futuros. En este caso habría una contradicción por una asunción que no sería realista. Por tanto, el estudiante podría ganar el primer caso, pero perder el segundo, ya que sucede en diferentes momentos de su vida.